# Estado del Brasil

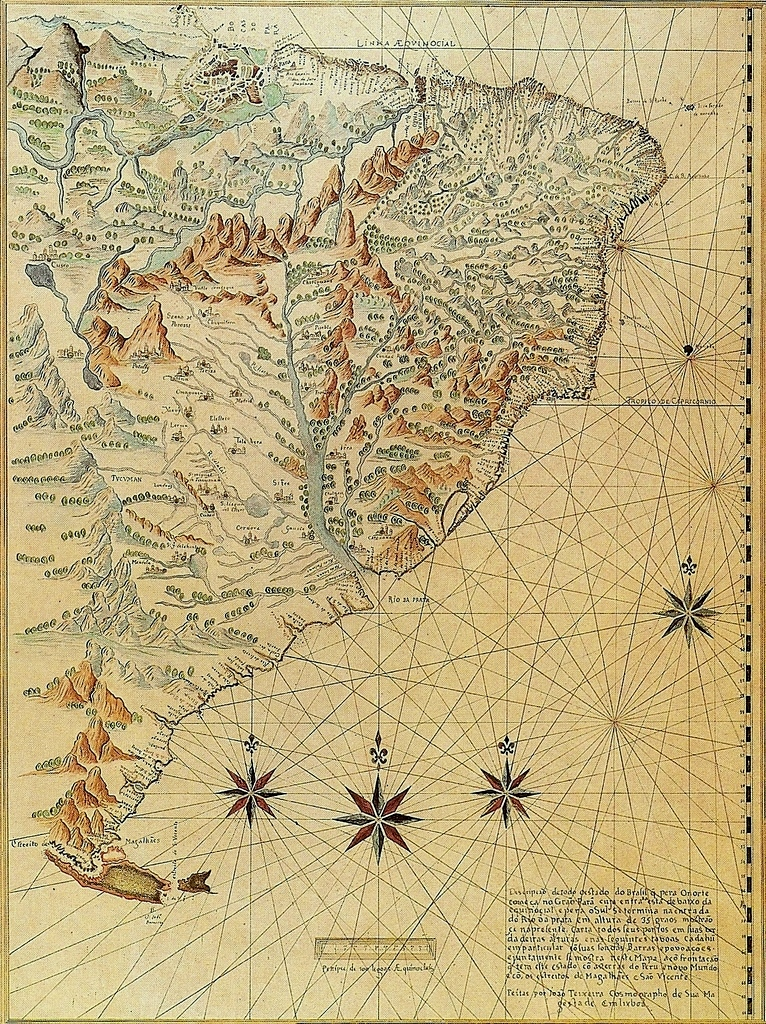
Descripção de todo o Estado do Brasil..., mapa de 1612.

El Estado del Brasil (en portugués Estado do Brasil) fue una unidad administrativa de la América portuguesa creada durante el reinado de Juan III de Portugal, y que forma parte del período conocido como la colonización de Brasil (1530-1815), en la que el territorio brasileño constituía una colonia del Imperio portugués. Más tarde fue creado el Estado de Maranhão, cuya capital era São Luís.

## Historia

### Gobierno General del Brasil
Con el fracaso del sistema de capitanías hereditarias, Juan III creó el cargo de gobernador general de Brasil, a través del Regimiento del 17 de diciembre de 1548. Si bien en el regimiento de 1548 al puesto se le refiere como «el gobernador [de] las tierras del Brasil», en los documentos posteriores se le conoce como «El Gobernador General del Estado de Brasil».
Con capital en la villa de Salvador ubicada en la capitanía de la Bahía de Todos los Santos, el territorio del Estado de Brasil se extendía desde los actuales Río Grande del Norte y Río Grande del Sur.

### Creación del Estado de Maranhão
El Estado de Maranhão fue establecido en 1621 por el rey Felipe III de España, que reinó en el momento en el cual Portugal estaba unido a España por la Unión Ibérica.

### Principado
Un edicto real de 1645 ordenó el levantamiento del Estado de Brasil a la condición del Principado.

### Virreinato y la transferencia de capitales
En 1763, la capital del Estado del Brasil se trasladó de Salvador a Río de Janeiro. En 1775 se abolió el Estado colonial para dar paso al Virreinato de Brasil, constituyendo así parte del Imperio portugués y, por tanto, un territorio del Reino de Portugal (1139-1910).
Aunque no es conocida medida legislativa alguna que eleve el Brasil a virreinato, normalmente esta situación de la colonia se asocia con el momento en el cual se le dio el título de virrey al máximo representante de la Corona en ese territorio. Sin embargo, su ubicación temporal no es unánime entre los historiadores, con dos corrientes que, basándose en diferentes argumentos, dan barreras cronológicas distintas.
La primera de estas corrientes considera como fechas válidas para este periodo los años 1720 a 1808, y se basa en la concesión continua de título de virrey al más alto representante real de la colonia. Este título fue concedido con anterioridad, desde 1640 en adelante, sin embargo, de forma esporádica. La otra corriente considera los años 1763 a 1808, y se basa en una mayor delegación de poderes, en particular en el ámbito militar, debido a la nueva situación internacional.
Por decreto del 11 de mayo y hecha patente el 27 de junio de 1763, Antonio Alves da Cunha o el Conde da Cunha, fue nombrado «Virrey y Capitán General de Tierra y Mar del Estado de Brasil», residente en Río de Janeiro. El 21 de diciembre, el Conde da Cunha comunicó haber recibido el cargo de virrey.
En 1808 ocurrió la apertura de puertos, poniendo fin al pacto colonial, y la llegada de la familia real al Brasil, aboliendo así el cargo de virrey.

### Elevación a reino
En 1815 Juan VI de Portugal eleva al Estado de Brasil a la categoría de reino, siendo renombrado el territorio a Reino del Brasil y conformando una unidad junto con los reinos de Portugal y Algarve.

## Composición
El Estado del Brasil en principio incluía 12 de las 15 capitanías originales, todas excepto Ceará (la cual después se convirtió en subordinada de Pernambuco) y Maranhão. Eran de norte a sur:
- Capitanía de Río Grande del Norte
- Capitanía de Paraíba (más la sección sur de Río Grande e Itamaraca)
- Capitanía de Pernambuco
- Capitanía de Bahía
- Capitanía de Ilhéus (convertida en comarca de Bahía en 1761)
- Capitanía de Porto Seguro
- Capitanía de Espírito Santo
- Capitanía de Río de Janeiro (primera sección de São Tomé y São Vicente)
- Capitanía de Santo Amaro
- Capitanía de São Vicente (segunda sección, luego renombrada como Capitanía de São Paulo y Minas de Ouro)
- Capitanía de Santana

### Capitanías creadas por el estado
- Capitanía de Alagoas, en 1817 de Pernambuco
- Capitanía de Ceará, en 1799 re-segregada de Pernambuco (previamente existió como una de las 15 capitanías hereditarias)
- Capitanía de Goiás
- Capitanía de Mato Grosso
- Capitanía de Minas Gerais
- Capitanía de São Paulo
- Capitanía de Sergipe, en 1820 de Bahía
- Capitanía de Río Grande del Sur (de Río Grande de São Pedro)
- Capitanía de Santa Catarina